# Cantón de Châteauroux-Sur
El cantón de Châteauroux-Sur era una división administrativa francesa, que estaba situada en el departamento de Indre y la región de Centro-Valle de Loira.

## Composición
El cantón estaba formado por una fracción de la comuna que le daba su nombre:
- Châteauroux (centro)

## Supresión del cantón de Châteauroux-Sur
En aplicación del Decreto nº 2014-178 de 18 de febrero de 2014, el cantón de Châteauroux-Sur fue suprimido el 22 de marzo de 2015 y su fracción de comuna pasó a formar parte de los nuevos cantones de Châteauroux-2 y Châteauroux-3.